# Johan Oldenmark
Mats Johan Plexus Martin Oldenmark, född 12 april 1960, är en svensk kroppsbyggare, TV-profil, konferencier, föreläsare och festfixare.

## Biografi
Oldenmark är mest känd för sin medverkan som gladiatorn Plexus i TV-programmet Gladiatorerna, där han totalt har medverkat i sju säsonger, varav en specialsäsong. Han har också deltagit i säsong 3 av Time out, samt i säsong 14 av Fångarna på fortet. År 2010 syntes han dessutom i underhållningsserien Vinterspelen.
I oktober 2002 gick Oldenmark ut med att han tidigare hade haft ett missbruk av anabola steroider. Detta nämns dessutom i en artikel på tidningen Expressen, som publicerades i mars 2004.